# Museo de Arte de Sabadell
El museo de Arte de Sabadell o MAS es un museo especializado en pintura catalana de los siglos XIX y XX. Está integrado en la Red de Museos Locales de la Diputación de Barcelona

## Edificio
El Museo se encuentra situado en la Casa Turull, casa-fàbrica burguesa del siglo XIX propiedad del industrial Pedro Turull y sus descendientes. La casa se ha mantenido con el ambiente propio de su época, pudiendo visitarse las estancias públicas y privadas de la casa, los muebles y la decoración, y todo ello en el contexto de la industrialización de la ciudad de Sabadell.
El edificio fue construido entre 1812 y 1819 y está dividido en dos partes: la residencia de la familia Turull y un edificio anexo donde se encontraba la fábrica textil. El interior de la vivienda es muy lujoso, debido a las reformas que se realizaron en 1860 con motivo de la visita de la reina Isabel II, quien durmió en este edificio durante su estancia en la ciudad.
El edificio fue adquirido en 1964 por el Ayuntamiento de Sabadell, y se realizaron obras de remodelación entre 1993 y 1997.

## Colección permanente
La colección del Museo de Arte de Sabadell muestra principalmente autores locales desde los academicistas del siglo XIX (como Antoni Estruch). Otros artistas representados en las colecciones del Museo son Marian Burguès, Rafael Durancamps, Josep Espinalt, Joan Figueras, Ramon Quer, Narcís Giralt i Sallarès hasta bien entrado el siglo XX (con nombres como Joan Vila i Cinca o su hijo Vila Arrufat). Joan Vila Puig o Joan Vilatobà.

## Galería de imágenes

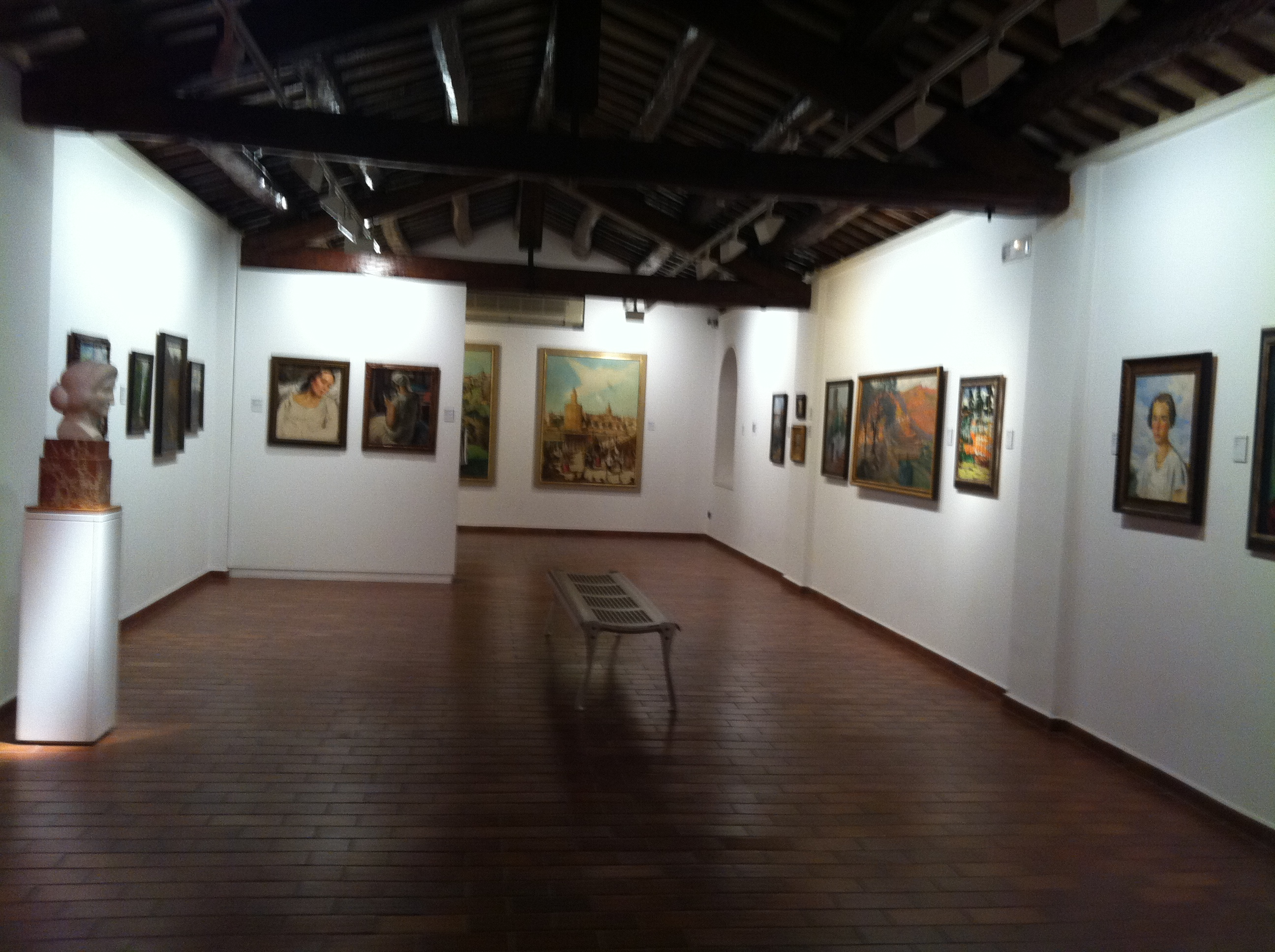
Colección permanente
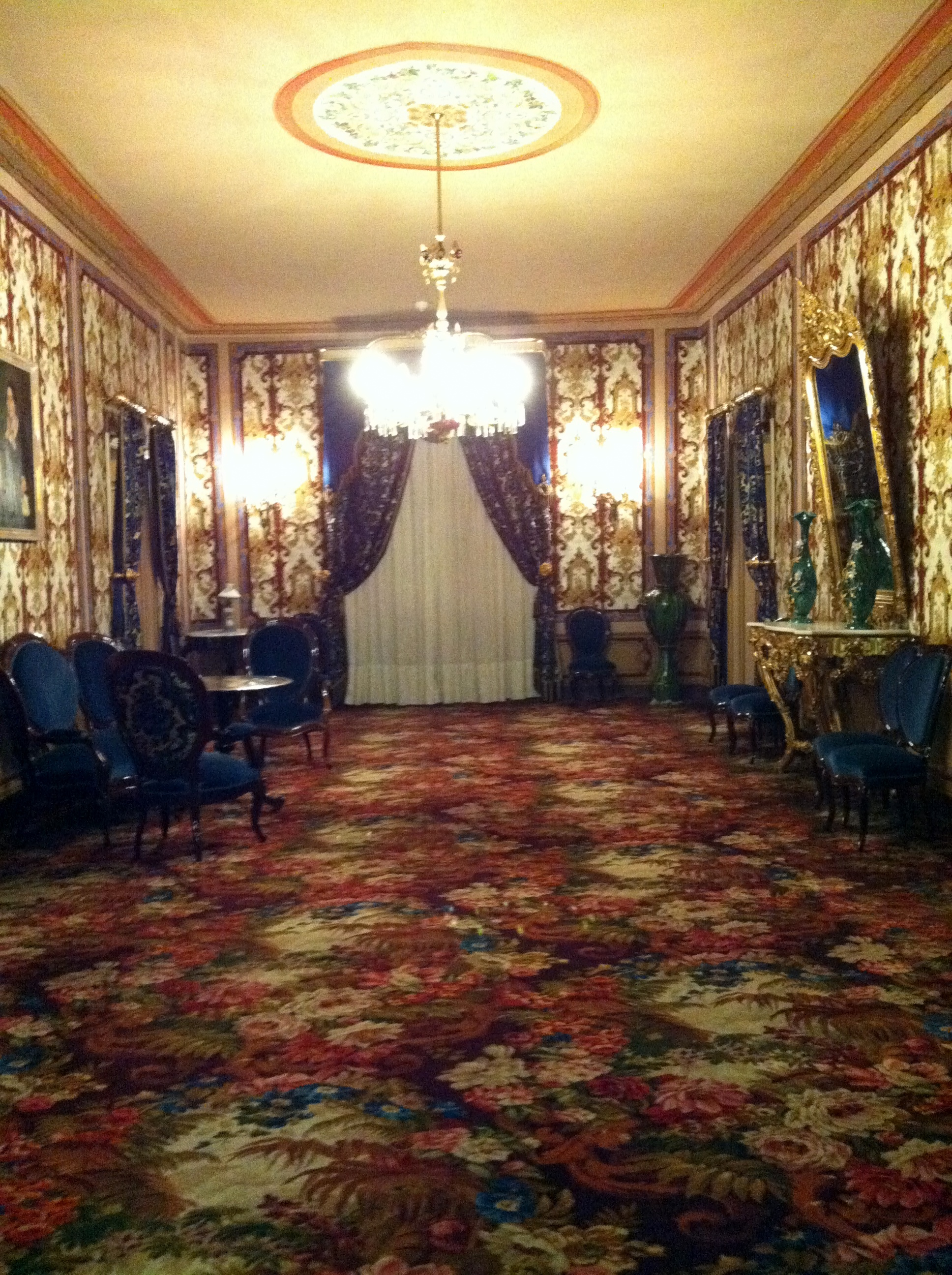
Casa Turull
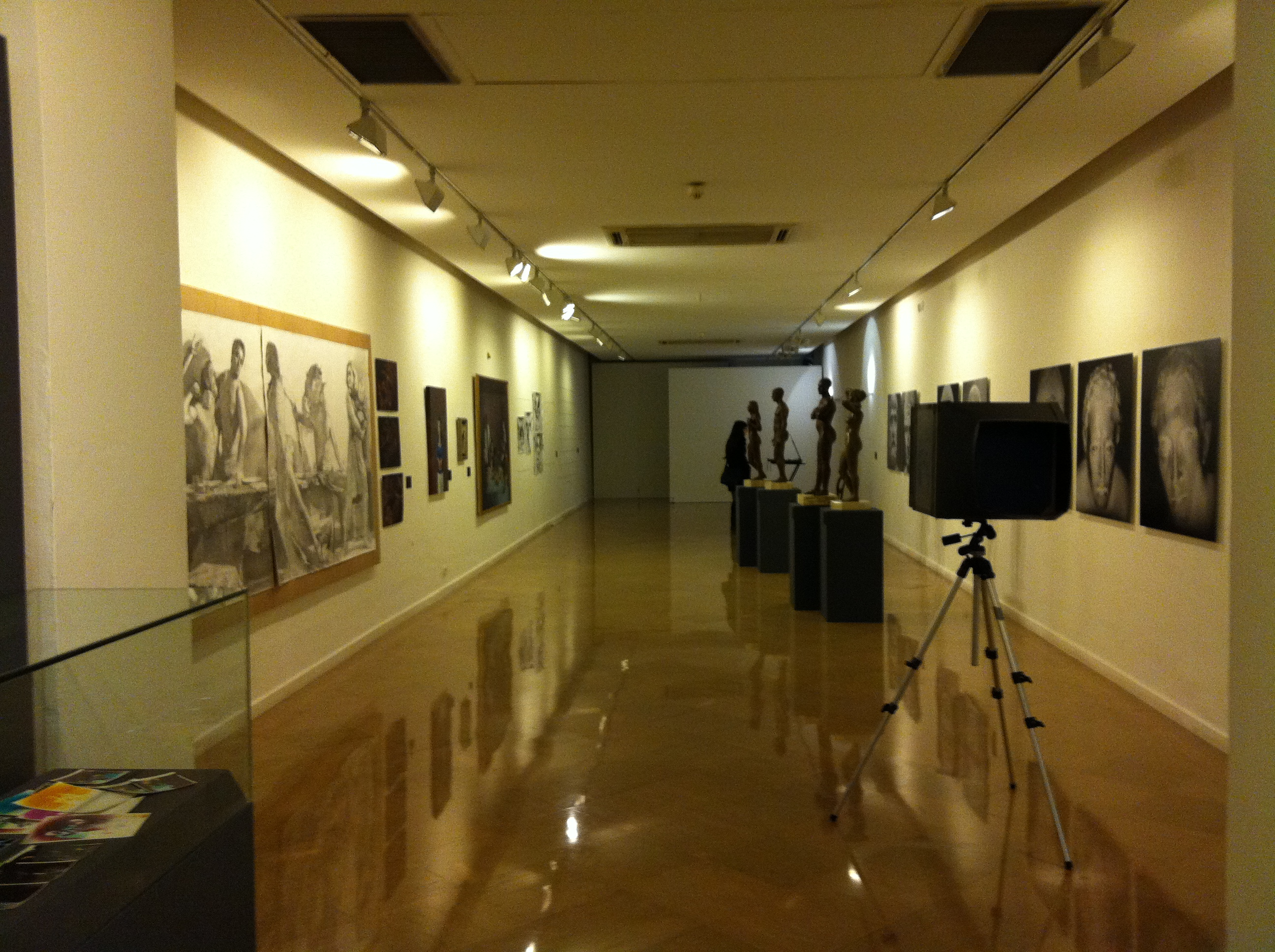
Sala de exposiciones temporales de la planta baja
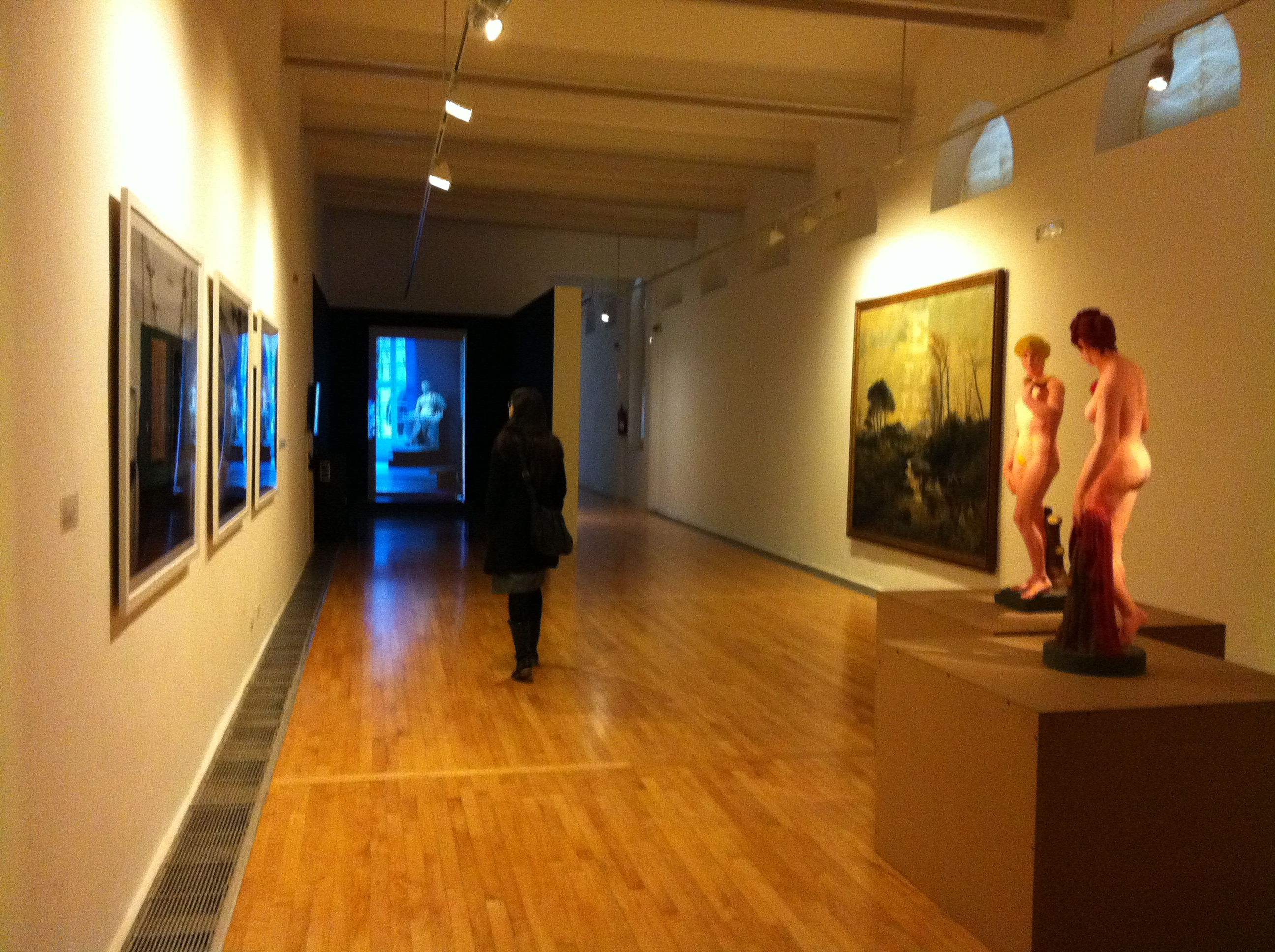
Sala de exposiciones temporales de la primera planta

## Información práctica
- Dirección: C/ Doctor Puig 16, 08202 Sabadell
- Horarios: de martes a sábado de 17:00 a 20:00. Domingo y festivos de 11:00 a 14:00.
- Teléfono 937257747
- Fax 937275507
- Correo electrónico: m.sabadell.art@diba.es